# Pachylophus septentrionalis
Pachylophus septentrionalis är en tvåvingeart som beskrevs av Spencer 1986. Pachylophus septentrionalis ingår i släktet Pachylophus och familjen fritflugor.
Artens utbredningsområde är Northern Territory, Australien. Inga underarter finns listade i Catalogue of Life.